# W-2 (1956)
W-2 – warsztat pływający Marynarki Wojennej, były WP-1 w służbie WOP.

## Historia
Projekt warsztatowca został opracowany w 1955 roku, w Zakładzie Technologii Okrętów Politechniki Gdańskiej, pod kierownictwem prof. inż. Jerzego Doerffera. Jednostkę zbudowała Stocznia Rzeczna w Warszawie w 1956 roku. Na okręcie podniesiono Banderę w 1957 roku, i nadano nazwę WP-1. Warsztat pływający wcielono do Kaszubskiego Dywizjonu Okrętów Pogranicza Morskiej Brygady Okrętów Pogranicza bazującej w Nowym Porcie w Gdańsku. WP-1 wycofano że służby w WOP 9 marca 1966 roku, i przekazano Marynarce Wojennej. Do służby w MW jednostka weszła 9 marca 1966 roku, pod nazwą W-2. Następnie W-2 przekazano do Świnoujścia gdzie był wykorzystywany w Warsztatach Remontowych Techniki Morskiej formalnie należąc do 42 Dywizjonu pomocniczych jednostek pływających 8 FOW. Ze składu okrętów MW okręt został wycofany dopiero 28 lutego 2005 roku, po 48 latach służby od przekazania przez WOP.

## Konstrukcja
Wyporność W-2 wynosiła 75 ton, długość 30,4 m, szerokość 6 m, zanurzenie 0,5 m. Jednostkę zbudowaną całkowicie ze stali. Napęd stanowił 1 silnik wysokoprężny Gray Marine o mocy 225 KM. Warsztatowiec mógł rozwinąć prędkość 8,5 węzłów, i przepłynąć 600 Mm. Załoga etatową stanowiło 13 osób. 